# Battle Monument
Le Battle Monument, situé sur la Calvert Street entre les rues Fayette Street et Lexington Street, à Baltimore, commémore la bataille de Baltimore et rend hommage aux personnes tuées au cours du mois de septembre 1814, pendant la guerre de 1812.

## Historique
Le monument a été dessiné par Maximilien Godefroy et construit entre 1815 et 1825.

## Structure
Le monument fait presque 12 mètres de haut. Il est particulier par son style inspiré d'un cénotaphe égyptien pour suggérer une tombe. Les 18 couches de marbres représentent les 18 États américains engagés durant cette guerre. Un griffon se trouve à chaque coin de la base du monument. La colonne, avec des faces romanes, est décorée des noms des soldats tués durant la bataille. Les officiers se trouvent au sommet de la liste.
Il est surplombé par une statue en marbre d'Antonio Capellano. Cette statue en forme de femme représente la ville de Baltimore. Elle est coiffée de la couronne de la victoire et tient dans une main une couronne de laurier et dans l'autre un gouvernail de bateau.
Le monument est représenté sur le Sceau de Baltimore, qui fut adopté en 1827, et sur le drapeau de Baltimore, adopté au début du XXe siècle.

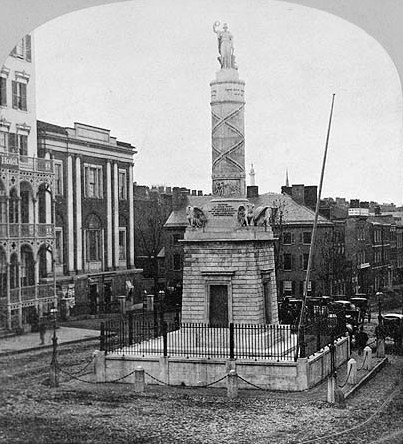
Le monument, probablement avant 1923